# عطف الراك

تعديل مصدري - تعديل

عطف الراك هي إحدى قرى وادي طسه في ذي ناخب بـ يافع و التابعة لـ مديرية سباح في محافظة أبين، بلغ تعداد سكانها 626 نسمة وذالك حسب تعداد اليمن لعام 2004.